# Apocephalus conformalis
Apocephalus conformalis är en tvåvingeart som beskrevs av Brown 2000. Apocephalus conformalis ingår i släktet Apocephalus och familjen puckelflugor. Inga underarter finns listade i Catalogue of Life.